# Jetty
Jetty – otwarty serwer www oraz kontener serwletów Javy. W całości napisany w Javie i rozpowszechniany na licencji Apache 2.0. Rozwój projektu rozpoczął się w 1995 roku.